# 京急サービス
京急サービス株式会社（けいきゅうサービス、英: Keikyu Service Co., Ltd.）は、京急グループの企業。建物の管理・清掃・警備や家事代行などのサービスを行う企業である。

## 事業
- ビルメンテナンス、ビルクリーニング
- 施設警備、イベント警備、列車監視警備、ホームセキュリティ
- マンション管理業務
- 産業廃棄物収集運搬業務
- ライフサポート（家事代行、留守宅管理、ハウスクリーニング、居宅介護支援・訪問介護など）
- チャイルドケア（井土ヶ谷駅・上大岡・金沢文庫・上永谷・黄金町・港町駅前・京急川崎の認可保育園「京急キッズランド」の運営）
- 水道メーター検針業務
- 体育施設管理業務

## 沿革
- 1971年（昭和46年）2月15日 - 川崎市にて、京急レジャーサービス株式会社設立。
- 1977年（昭和52年）8月15日 - 京急サービス株式会社に社名変更。
- 1998年（平成10年）
  - 4月1日 - 本社を横浜市港南区に移転。
  - 8月7日 - メモリアルサービス金沢文庫開業、葬祭業に進出。（2002年5月より、子会社の京急メモリアルに移管）
- 1999年（平成11年）3月 - 産業廃棄物の収集運搬を行う子会社「有限会社環境ソリューション」設立（2002年4月に株式会社京急環境ソリューションに改組）
- 2000年（平成12年）
  - 2月1日 - 訪問介護事業「京急ライフサポート」開始
  - 4月1日 - 横浜市金沢区に京急なかよし保育園（後の京急キッズランド金沢文庫保育園）開設
  - 11月1日 - 横浜市南区に京急キッズランド井土ヶ谷駅保育園開設
- 2002年（平成14年）3月 - 横浜市港南区に京急キッズランド上大岡保育園開設
- 2004年（平成16年）1月 - 横浜市水道局のメーター検針業務受託
- 2007年（平成19年）4月 - 横浜市港南区に京急キッズランド上永谷保育園開設
- 2013年（平成25年）
  - 4月1日 - 横浜市南区に京急キッズランド黄金町保育園、川崎市川崎区に京急キッズランド港町駅前保育園開設
  - 10月1日 - 子会社「株式会社京急環境ソリューション」を吸収合併
- 2014年（平成26年）4月 - 横須賀市の体育会館管理業務受託
- 2016年（平成28年）6月 - 川崎市川崎区に京急キッズランド京急川崎保育園開設